# Oratorio dello Spirito Santo (Bologna)
L'oratorio dello Spirito Santo è un edificio di culto cattolico situato in via Val d'Aposa, nel centro storico di Bologna.

## Storia
L'oratorio fu costruito tra il 1481 e il 1497, quando i padri celestini della vicina chiesa di San Giovanni Battista decisero l'edificazione di una piccola chiesa, in un'area al di sotto della quale si trovava la struttura di una porta della cerchia muraria altomedievale, dove era posta un'antica immagine della Madonna, protetta da un semplice tabernacolo.
La chiesa fu inizialmente dedicata alla Madonna, ma fu conosciuta tra il popolo col titolo di Spirito Santo, dal nome della confraternita laicale omonima che là aveva la propria sede.
La confraternita fu soppressa nel 1798 e la struttura e tutte le opere conservate passarono allo Stato.
L'oratorio è attualmente utilizzato dalla Delegazione Emilia Orientale-Romagna del Sovrano Militare Ordine di Malta.

## Facciata
L'oratorio presenta una bellissima facciata, rivestita e decorata in cotto: gli ornati e i cinque medaglioni con Santi sono attribuiti a Sperandio di Mantova, celebre medaglista.
La facciata originaria fu ripristinata nel 1892-1893, quando l'edificio divenne proprietà della Banca di Credito Popolare di Bologna, che affidò il restauro ad Alfonso Rubbiani,  che volle riportare l'edificio alle condizioni originarie, inserendo elementi caratteristici dell'epoca in cui fu costruito.
Gli ultimi e definitivi restauri, che hanno restituito alla città questo importante gioiello artistico ed architettonico, furono compiuti del 1965, per celebrare il centenario della fondazione della Banca Popolare.

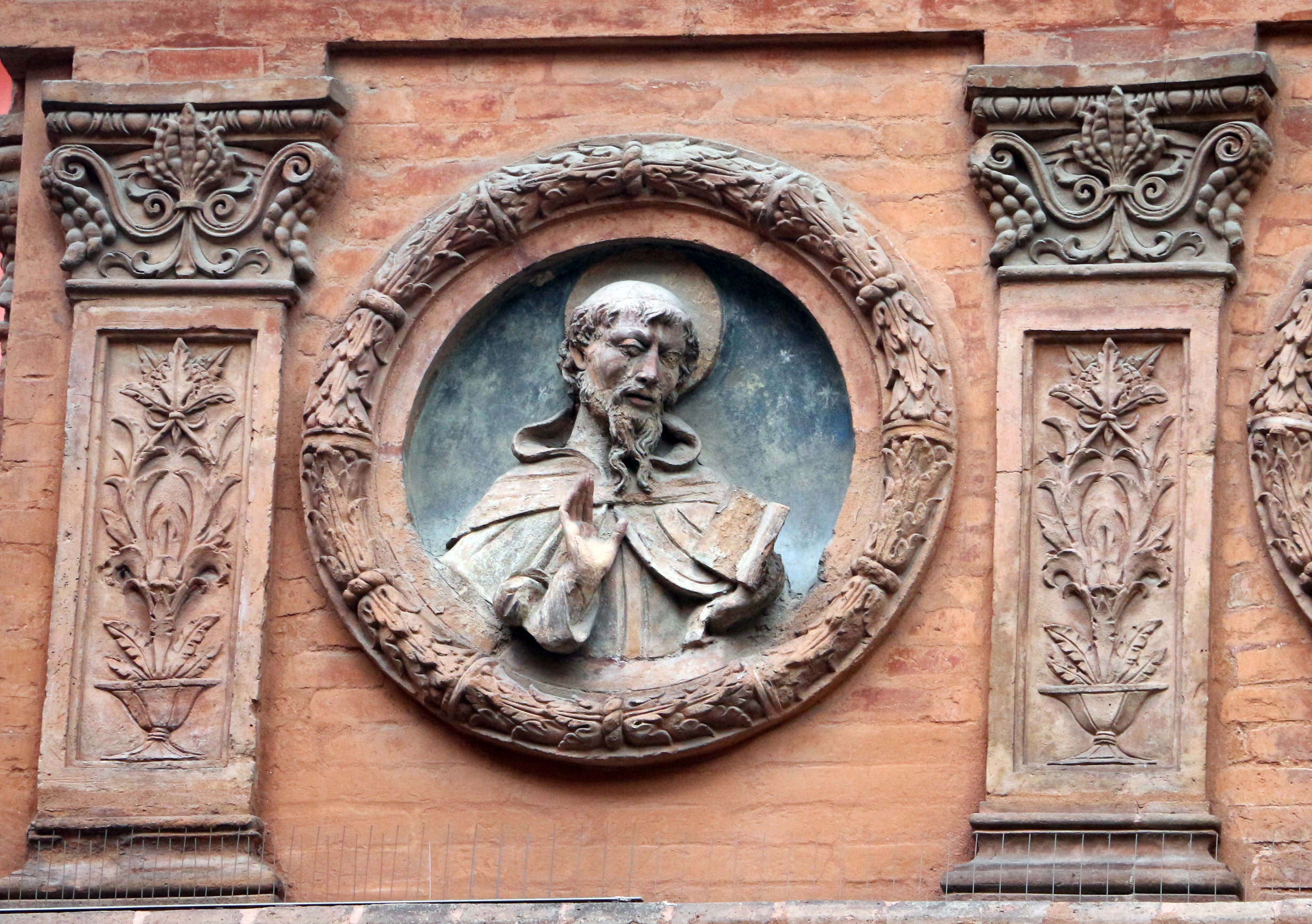
Tondo con Santo
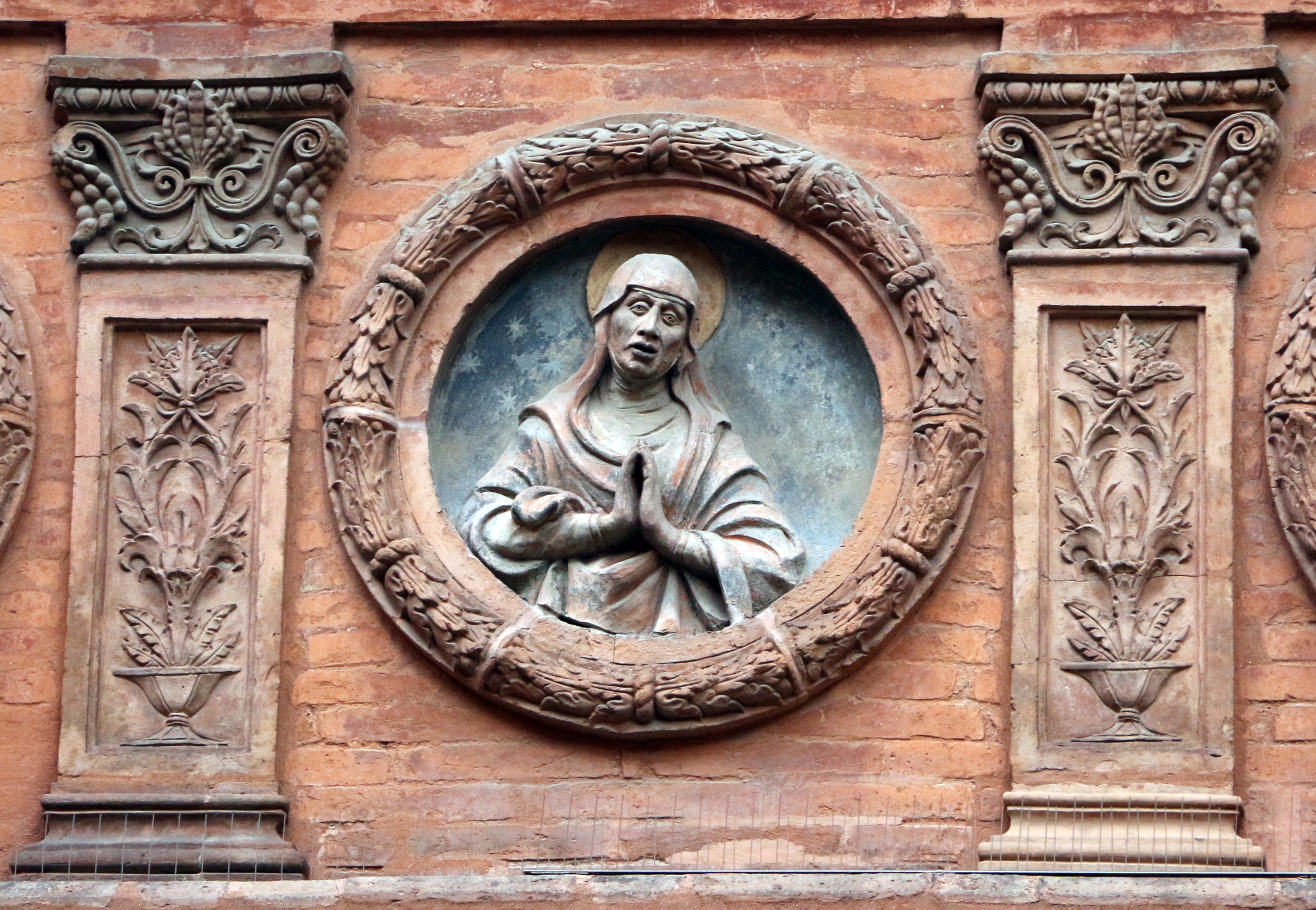
Tondo con Maria
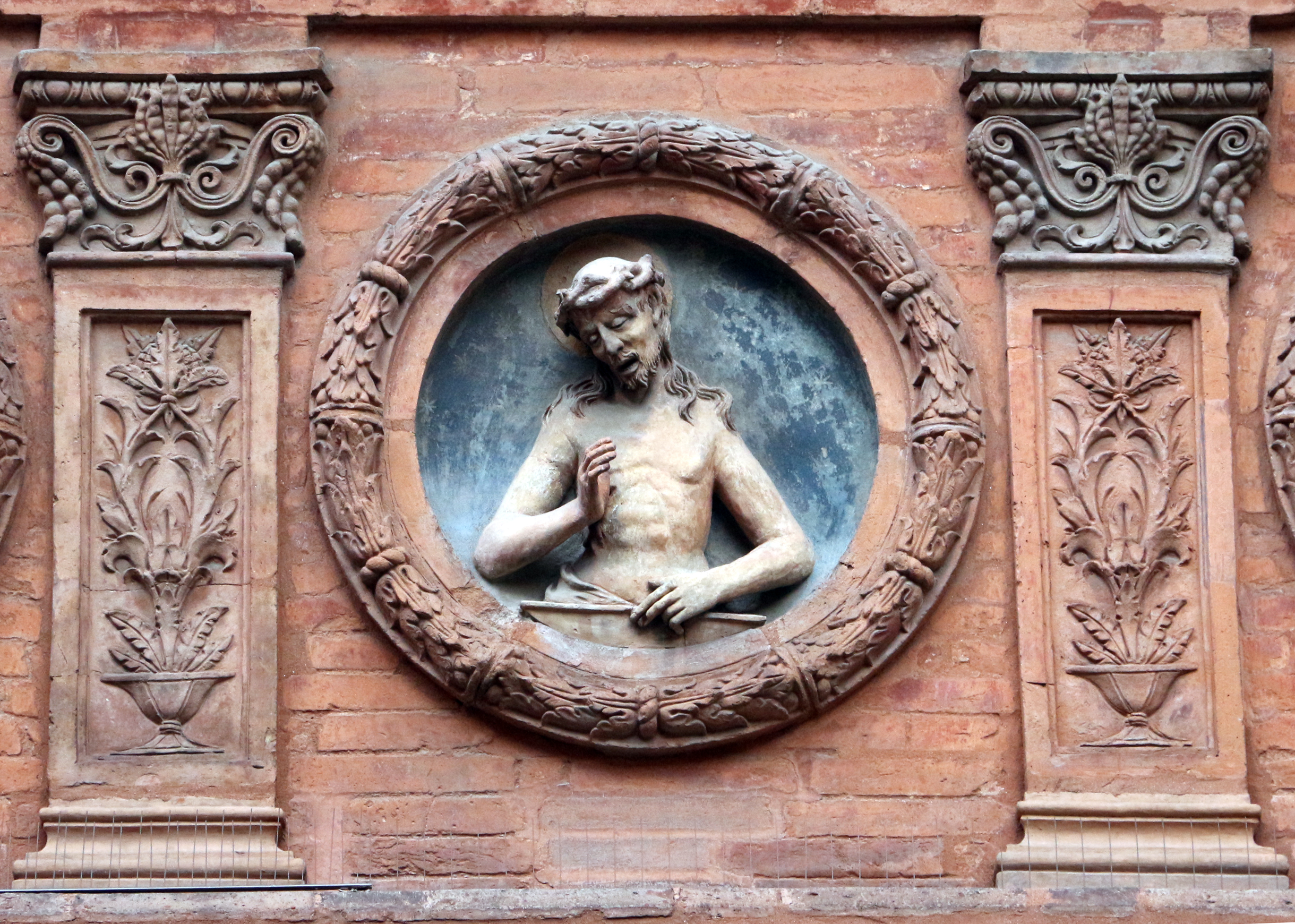
Tondo con Cristo
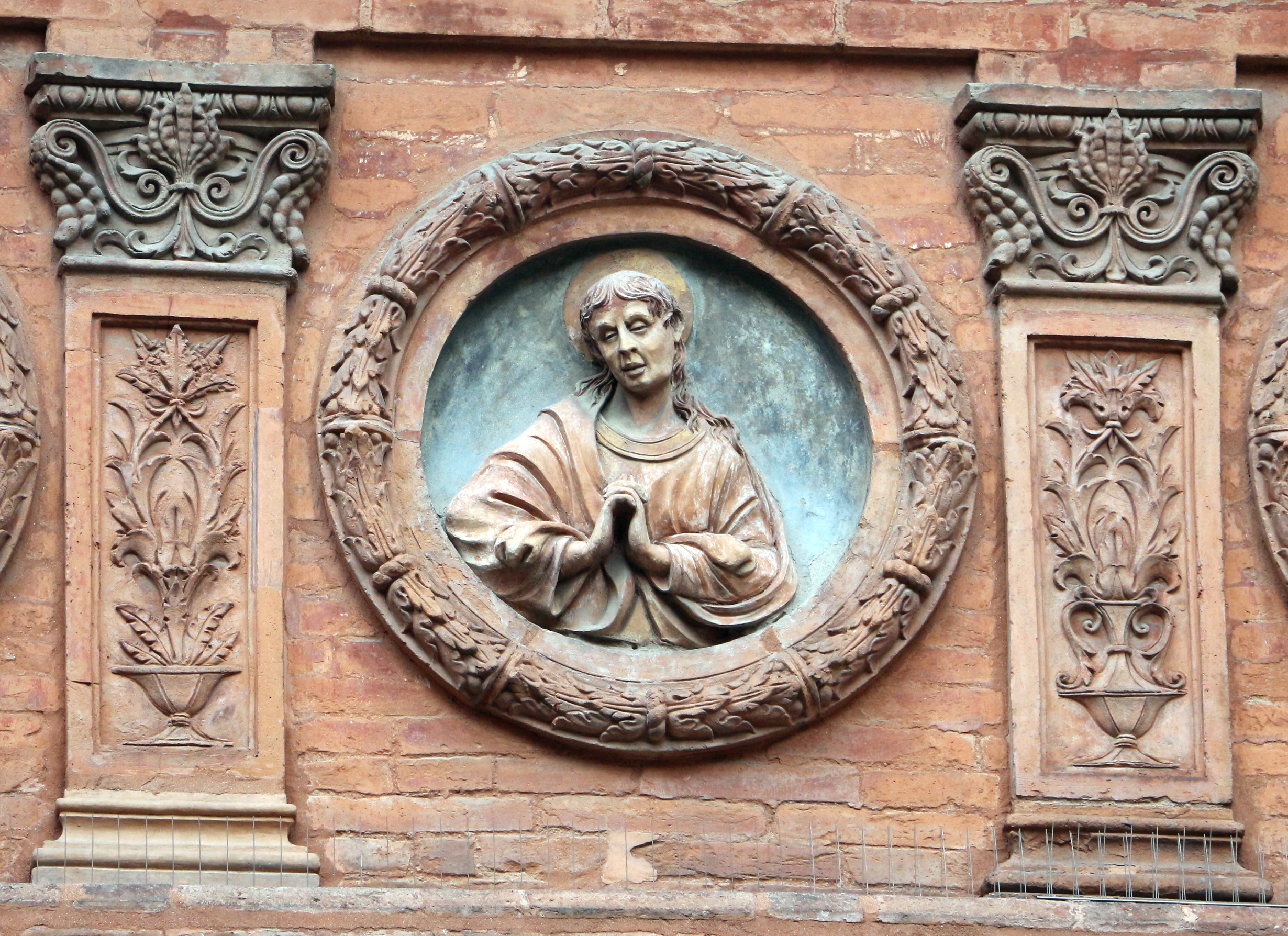
Tondo con San Giovanni Evangelista
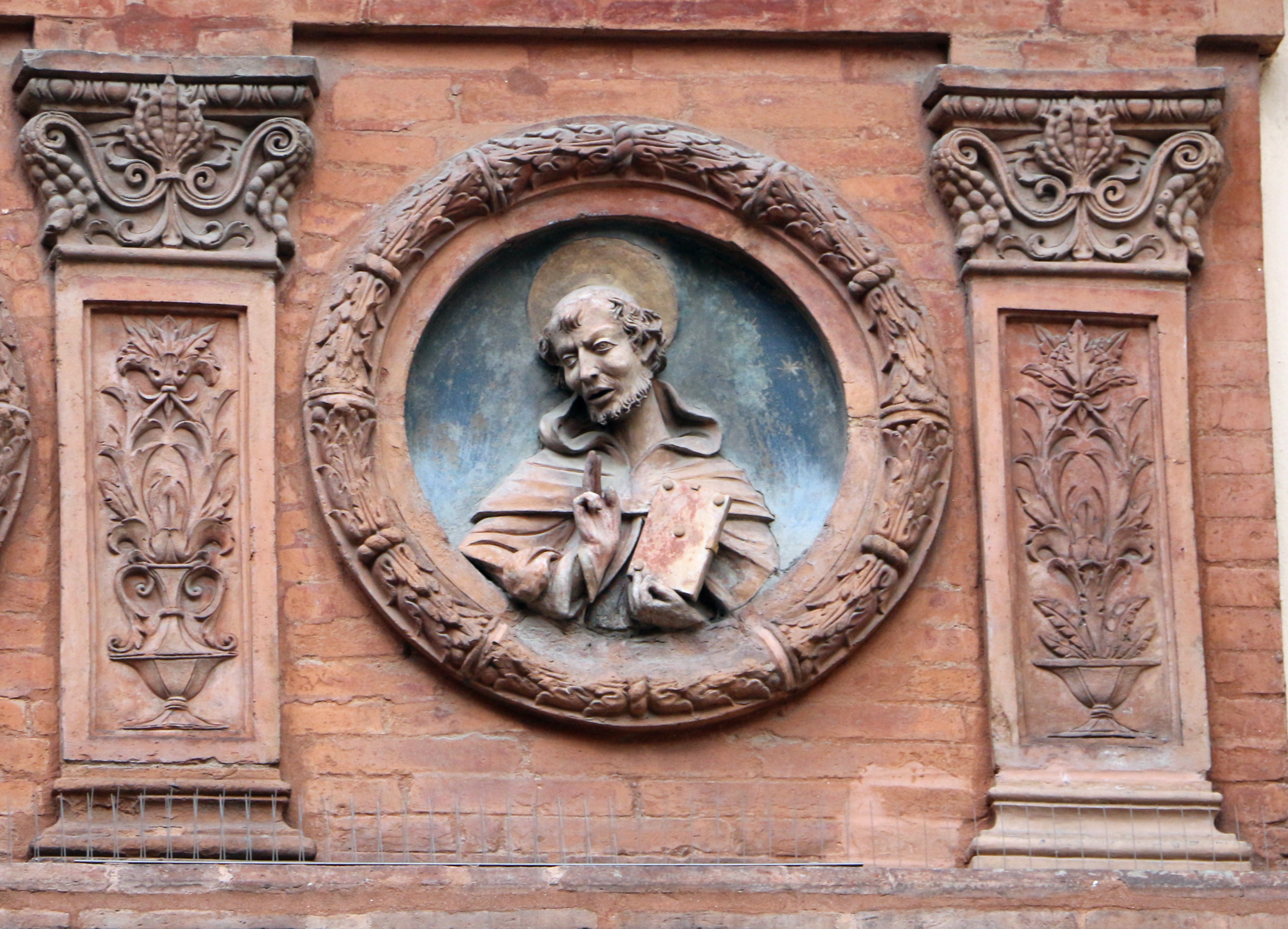
Tondo con Santo